# Sebastian Gheorghe
Sebastian Eugen Gheorghe (* 7. März 1976 in Suceava) ist ein rumänischer Fußballschiedsrichterassistent.
Gheorghe ist (mindestens) seit der Saison 2007/08 Schiedsrichterassistent in der rumänischen Liga 1 und hat seitdem rund 340 Ligaspiele geleitet (Stand Oktober 2022).
Seit 2009 steht er als Schiedsrichterassistent auf der Liste der FIFA-Schiedsrichter.
Als Schiedsrichterassistent von Ovidiu Hațegan leitete Gheorghe (gemeinsam mit Octavian Șovre bzw. Radu Ghinguleac) je zwei Partien bei der Europameisterschaft 2016 in Frankreich und bei der Europameisterschaft 2021, zudem zwei Partien bei der U-20-Weltmeisterschaft 2015 in Neuseeland und drei Partien bei der U-17-Weltmeisterschaft 2017 in Indien.
Von Oktober 2008 bis März 2022 leitete er insgesamt 31 Spiele in der Europa League sowie von September 2010 bis Februar 2022 insgesamt 36 Spiele in der Champions League. 
In der Saison 2010/11, 2015/16 und 2021/22 war Gheorghe jeweils Schiedsrichterassistent im Finale der Cupa României.